# Cassique à bec jaune
Amblycercus holosericeus
Genre
Espèce
Statut de conservation UICN

 LC  : Préoccupation mineure
Répartition géographique
Le Cassique à bec jaune (Amblycercus holosericeus) est une espèce de passereaux de la famille des Icteridae. C'est la seule espèce du genre Amblycercus.

## Illustrations
- Photos

## Répartition
On le trouve  à Belize, Bolivie, Colombie, Costa Rica, Équateur, El Salvador, Guatemala, Honduras, Mexique, Nicaragua, Panama, Pérou et Venezuela.

## Habitat
Il habite les forêts humides tropicales et subtropicales à basse et haute altitude et les forêts dégradées

## Sous-espèces
D'après Alan P. Peterson :
- Amblycercus holosericeus australis Chapman, 1919 — Andes boréales
- Amblycercus holosericeus flavirostris Chapman, 1915 —      Tumbes-Chocó
- Amblycercus holosericeus holosericeus (Deppe, 1830) — du sud-est du Mexique au nord-ouest de la Colombie